# آمبودیمانگا رانتابه
آمبودیمانگا رانتابه (مالاگاسی: kaominina) یک منطقهٔ مسکونی در ماداگاسکار است که در ماروآنت‌سترا واقع شده‌است.